# Андреоли, Джорджо
Джорджо Андреоли (итал. Giorgio Andreoli; 1465, Интра, Пьемонт — 1553, Губбио, Умбрия) — итальянский мастер-керамист, известный в качестве изобретателя особого «рубинового» люстра в изделиях расписной итальянской майолики.

## Биография
Джорджо был сыном Пьетро Андреоли, в юности он жил в Павии (Ломбардия), поэтому в нотариальных актах он определён «сыном Пьетро да Павия».
В 1492 году его брат Салимбене, также по имени Джорджо, основал керамическую мастерскую вместе с Франческо (псевдоним: Сеньор ди Джованни ди Борго Сансеполькро), жителем Губбио. Фамилия «Андреоли», возможно, происходит от района их проживания: Сант-Андреа в Губбио.
Позднее Джорджо Андреоли переехал в Губбио (герцогство Урбино), где работал с 1495 года вместе с братьями Джованни и Салимбене, также мастерами-майоличистами, и, как он сам утверждал, изобрёл новую технику покрытия изделий «рубиновым» люстром на основе оксида меди. Этот люстр был известен и ранее, в частности, в мусульманском искусстве стран Ближнего Востока и в испано-мавританской керамике, но благодаря Андреоли он стал настолько популярен, что мастер считался его изобретателем. Андреоли довёл искусство люстрирования до совершенства. Ему присылали расписанные изделия из других известных мастерских: из Фаэнцы, Урбино и Пезаро, многие он сам покупал в уличных лавках и после росписи люстром ставил на них свою подпись, обычно: «Maestro Giorgio da Ugubio» (слово «маэстро» означало хозяина, владельца мастерской).
Продукция мастерской была многочисленна и имела огромный успех. Однако работы мастерской Джорджо Андреоли идентифицируются с трудом. Только одно изделие, тарелка из частной коллекции в Париже, имеет особую подпись «M. Giorgio 1520 Adi decebre B.D.S.R. ugubio» с пометкой: «a grande fuoco» («на большом огне», то есть с восстановительным глазуровочным обжигом).
Приписываемые Андреоли изделия хранятся в различных музеях: в Муниципальном музее в Губбио, Музее Порта Романа в Губбио, Музее средневекового и современного искусства в Ареццо, Музее Коррер в Венеции, Международном музее керамики в Фаэнце, Метрополитен-музее в Нью-Йорке, Музее Эшмола в Оксфорде, в Национальной художественной галерее, Галерее Курто, Музее Виктории и Альберта и Британском музее в Лондоне, Лувре в Париже и многих других. 5 сентября 1554 года Маэстро Джорджио завещал свою мастерскую, назначив наследниками свою жену Мариетту и детей Винченцо (Ченчио), Убальдо и Маргариту. Он умер между 21 и 26 апреля 1555 года. Похоронен в церкви Сан-Доменико-ин-Губбио.
В Санкт-Петербурге, в «Зале Рафаэля» здания Нового Эрмитажа, где экспонируются произведения итальянской майолики, отдельная витрина посвящена продукции мастерской Джорджо Андреоли (см. Список залов Эрмитажа).

## Галерея

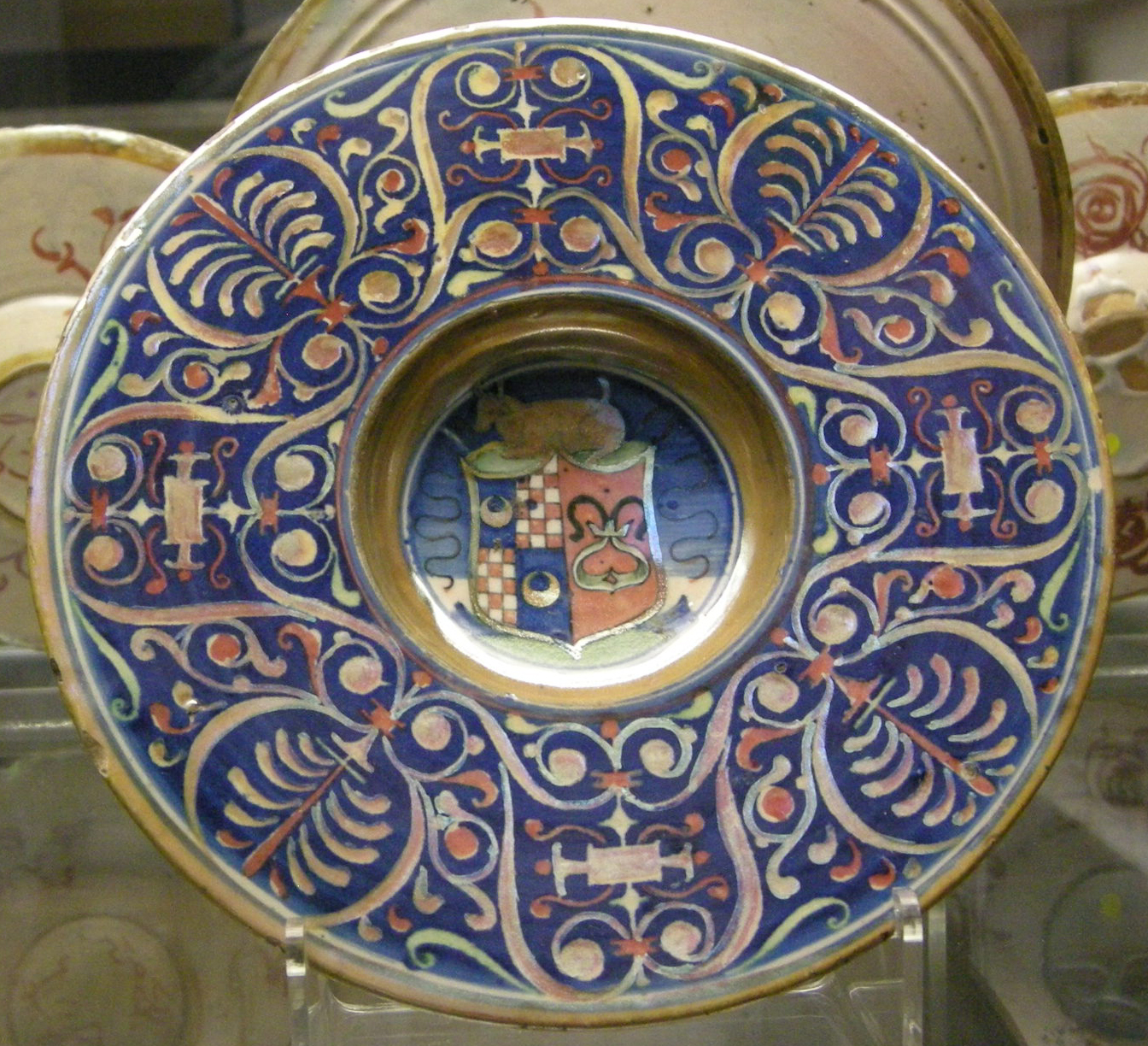
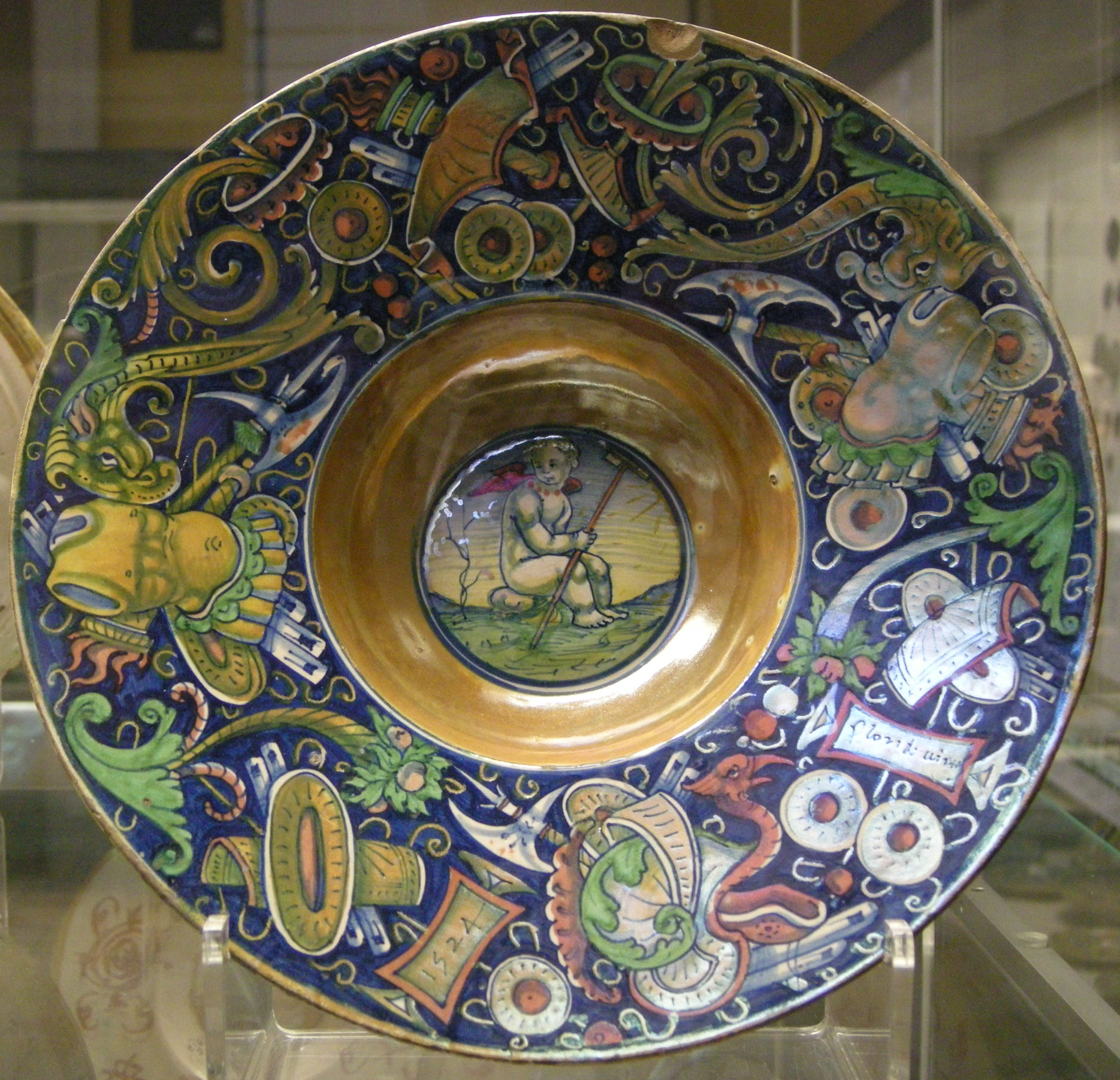
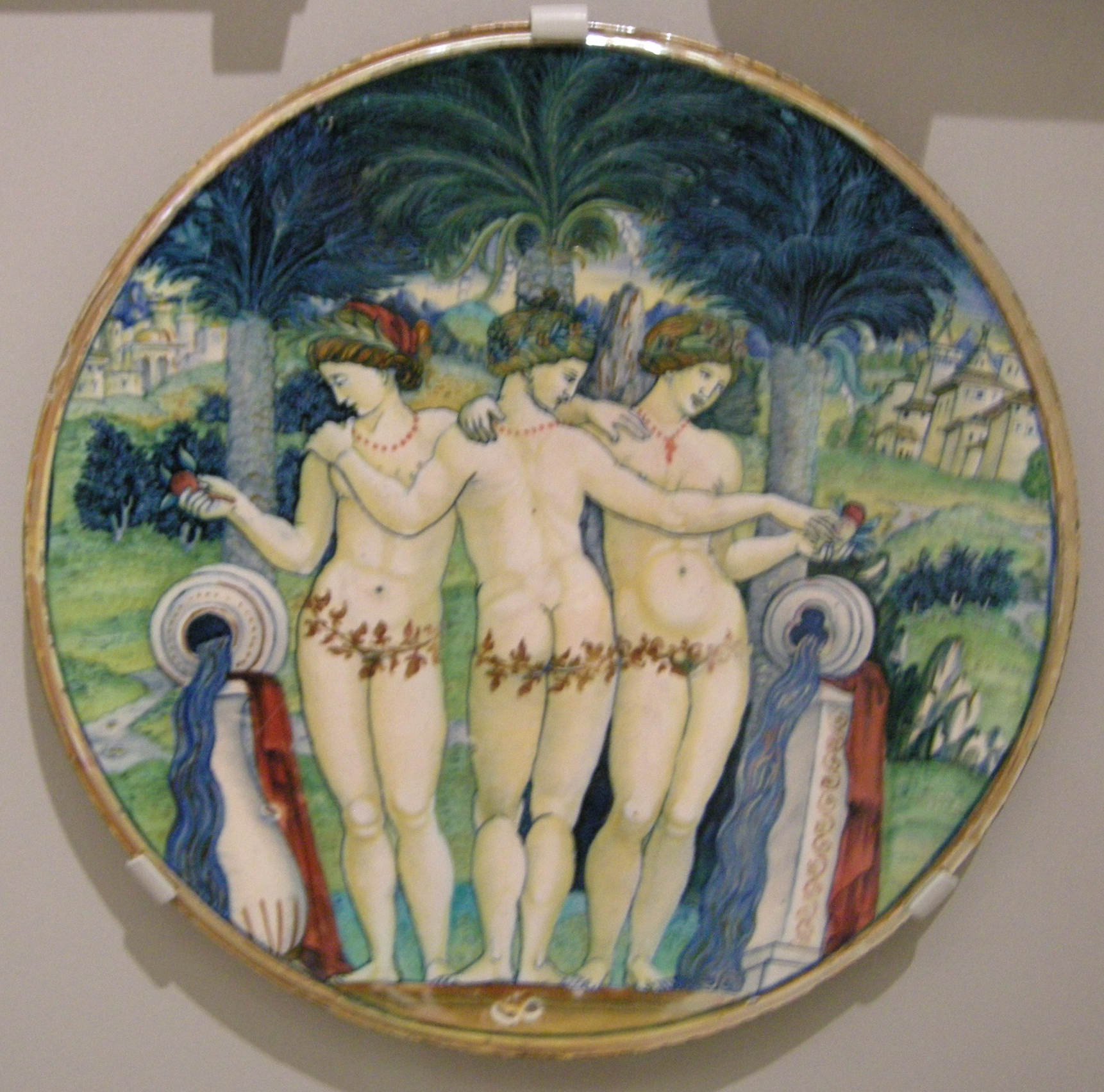
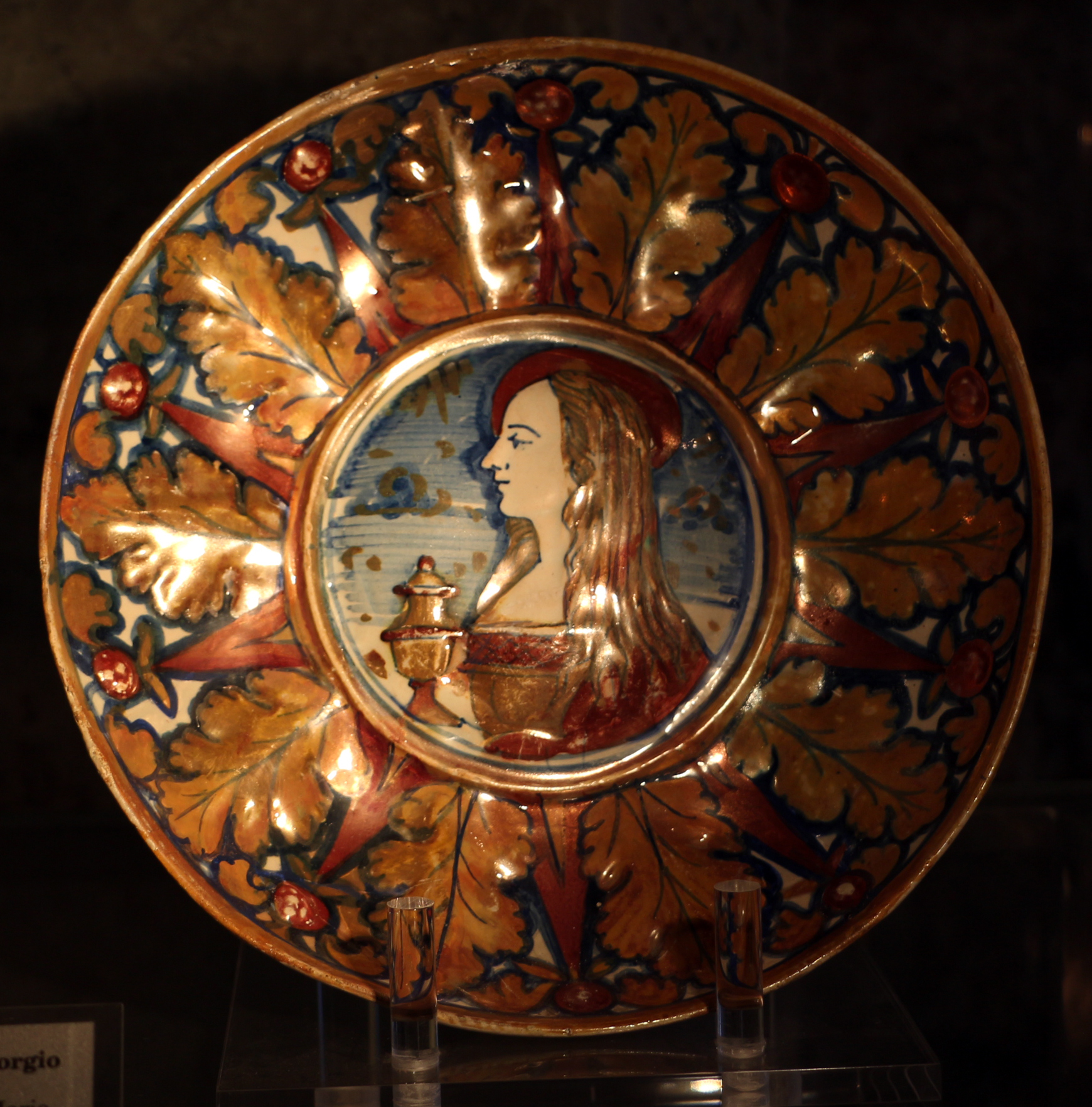
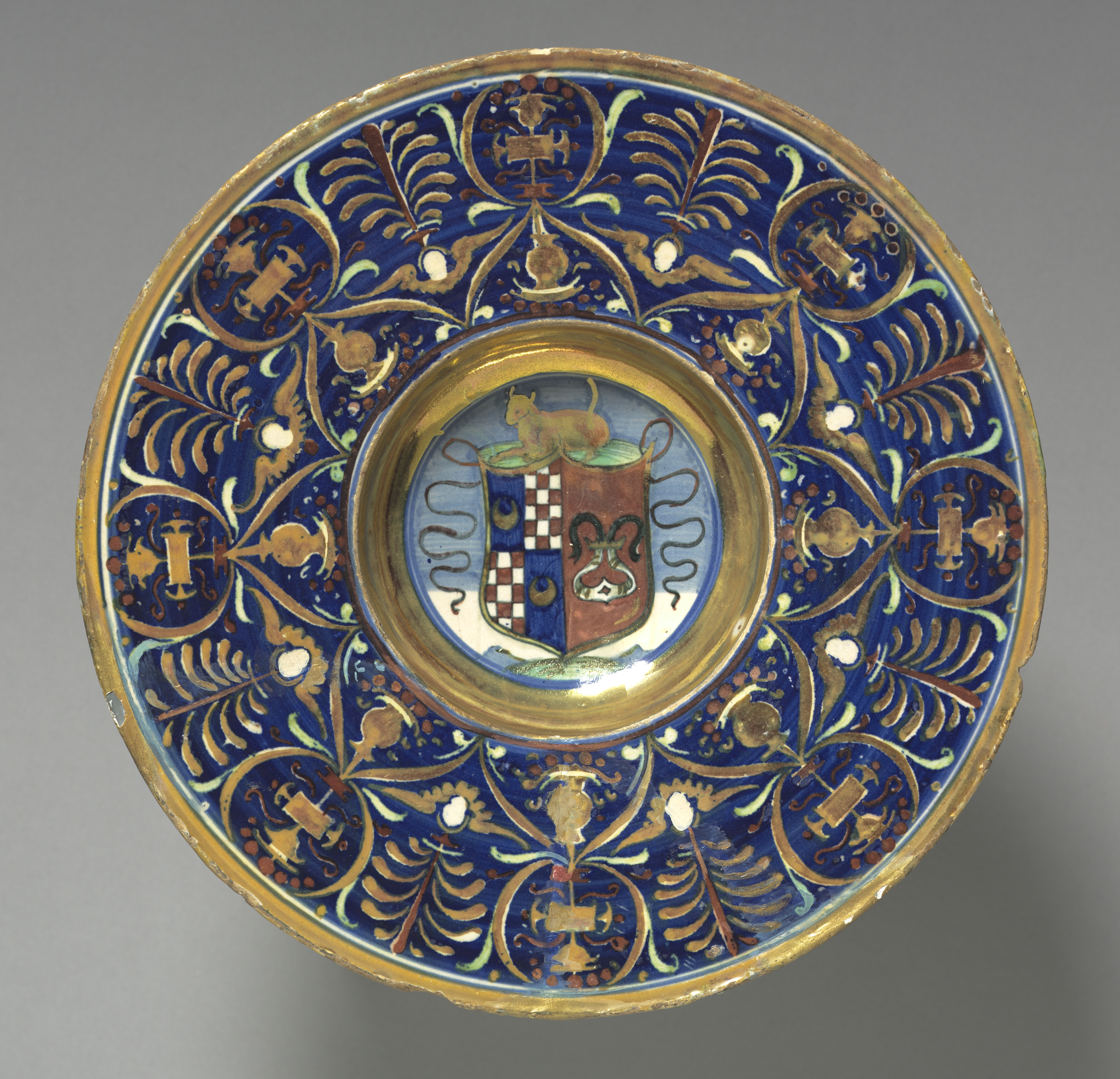
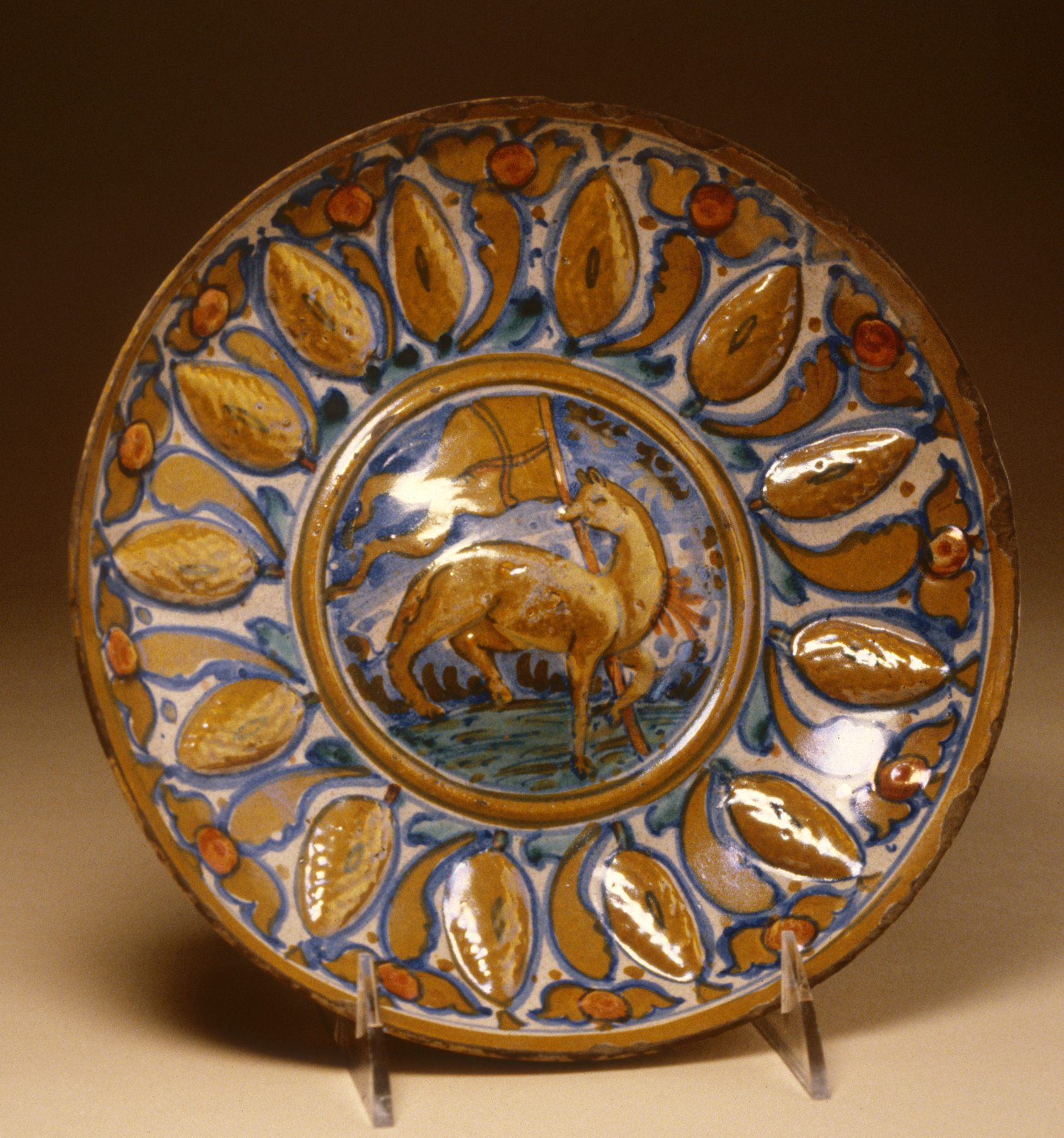